# Zapasy na Letnich Igrzyskach Olimpijskich 1948 – kategoria do 67 kg w stylu klasycznym
Zmagania mężczyzn do 67 kg to jedna z ośmiu męskich konkurencji w zapasach w stylu klasycznym rozgrywanych podczas Letnich Igrzysk Olimpijskich 1948. Pojedynki w tej kategorii wagowej odbyły się w dniach 3–6 sierpnia.
Punktacja opierała się na systemie „złych punktów karnych”. Przegrany otrzymywał 3 punkty za „łopatki” lub jednomyślną przegraną, a dwa punkty za porażkę 2-1. Zwycięzca otrzymywał jeden punkt za wygraną 2-1, a w pozostałych przypadkach zero. W każdej z rund odpadł zawodnik, który zgromadził łącznie pięć punktów lub więcej.

## Klasyfikacja[1]
| Lp. | Państwo         | Zawodnik             |
| --- | --------------- | -------------------- |
| 1   | Szwecja         | Gustav Freij         |
| 2   | Norwegia        | Aage Eriksen         |
| 3   | Węgry           | Károly Ferencz       |
| 4   | Liban           | Charif Damage        |
| 5   | Holandia        | Johannes Munnikes    |
| 6   | Grecja          | Jeorjos Petmezas     |
| .   | Turcja          | Ahmet Şenol          |
| .   | Finlandia       | Eero Virtanen        |
| 9   | Włochy          | Giacomo Gesino       |
| .   | Dania           | Abraham Kurland      |
| 11  | Francja         | Albert Falaux        |
| .   | Egipt           | Muhammad Ahmad Usman |
| 13  | Argentyna       | Luis Rosado          |
| .   | Belgia          | Frans Rombaut        |
| .   | Wielka Brytania | Ray Myland           |
| 16  | Czechosłowacja  | Václav Tuhý          |
| 17  | Szwajcaria      | Alfred Jauch         |

## Wyniki
* „Łopatki” (ang. fall, touche) – pozycja w której zawodnik dotyka łopatkami maty (oznaczająca koniec walki).

### Pierwsza runda[2]
| Zwycięzca         | Punkty karne | Wynik        | Przegrany            | Punkty karne |
| ----------------- | ------------ | ------------ | -------------------- | ------------ |
| Giacomo Gesino    | 1            | Decyzja, 3:0 | Frans Rombaut        | 3            |
| Károly Ferencz    | 1            | Decyzja, 3:0 | Aage Eriksen         | 3            |
| Jeorjos Petmezas  | 1            | Decyzja, 3:0 | Muhammad Ahmad Usman | 3            |
| Charif Damage     | 0            | Łopatki      | Luis Rosado          | 3            |
| Abraham Kurland   | 0            | Łopatki      | Alfred Jauch         | 3            |
| Ahmet Şenol       | 1            | Decyzja, 2:1 | Albert Falaux        | 2            |
| Gustav Freij      | 0            | Łopatki      | Ray Myland           | 3            |
| Václav Tuhý       | 1            | Decyzja, 3:0 | Eero Virtanen        | 3            |
| Johannes Munnikes | 0            | Bez walki    |                      |              |

### Druga runda[3]
| Zwycięzca         | Punkty karne | Wynik        | Przegrany            | Punkty karne |
| ----------------- | ------------ | ------------ | -------------------- | ------------ |
| Johannes Munnikes | 0            | Łopatki      | Frans Rombaut        | 6            |
| Aage Eriksen      | 4            | Decyzja, 2:1 | Giacomo Gesino       | 3            |
| Károly Ferencz    | 2            | Decyzja, 2:1 | Muhammad Ahmad Usman | 5            |
| Jeorjos Petmezas  | 1            | Łopatki      | Luis Rosado          | 6            |
| Charif Damage     | 1            | Decyzja, 3:0 | Abraham Kurland      | 3            |
| Gustav Freij      | 0            | Łopatki      | Albert Falaux        | 5            |
| Ahmet Şenol       | 1            | Łopatki      | Ray Myland           | 6            |
| Eero Virtanen     | 3            | Bez walki    |                      |              |

* Alfred Jauch i Václav Tuhý wycofali się z turnieju.

### Trzecia runda[4]
| Zwycięzca      | Punkty karne | Wynik        | Przegrany         | Punkty karne |
| -------------- | ------------ | ------------ | ----------------- | ------------ |
| Eero Virtanen  | 4            | Decyzja, 3:0 | Johannes Munnikes | 3            |
| Károly Ferencz | 3            | Decyzja, 2:1 | Giacomo Gesino    | 5            |
| Aage Eriksen   | 4            | Rezygnacja   | Jeorjos Petmezas  | 4            |
| Charif Damage  | 2            | Decyzja, 3:0 | Ahmet Şenol       | 4            |
| Gustav Freij   | 1            | Decyzja, 2:1 | Abraham Kurland   | 5            |

### Czwarta runda[5]
| Zwycięzca      | Punkty karne | Wynik        | Przegrany         | Punkty karne |
| -------------- | ------------ | ------------ | ----------------- | ------------ |
| Aage Eriksen   | 4            | Rezygnacja   | Eero Virtanen     | 7            |
| Károly Ferencz | 3            | Łopatki      | Johannes Munnikes | 6            |
| Charif Damage  | 3            | Decyzja, 3:0 | Jeorjos Petmezas  | 7            |
| Gustav Freij   | 1            | Łopatki      | Ahmet Şenol       | 7            |

### Piąta runda[6]
| Zwycięzca    | Punkty karne | Wynik        | Przegrany      | Punkty karne |
| ------------ | ------------ | ------------ | -------------- | ------------ |
| Gustav Freij | 4            | Decyzja, 3:0 | Károly Ferencz | 6            |
| Aage Eriksen | 5            | Decyzja, 3:0 | Charif Damage  | 6            |

### o 3 miejsce[7]
| Zwycięzca      | Wynik        | Przegrany     |
| -------------- | ------------ | ------------- |
| Károly Ferencz | Decyzja, 2:1 | Charif Damage |